# 黑鰭澳小鱂
黑鰭澳小鱂為輻鰭魚綱鯉齒目溪鱂科的其中一種。

## 分布
本魚分布於阿根廷、巴拉圭及烏拉圭間的巴拉圭河與巴拉那河流域。

## 特徵
本魚在繁殖期間，雄魚的體色會加深成為藍黑色，帶有銀色斑點。背鰭上帶有藍白色帶紋，背鰭和臀鰭位於較後端。雌魚體色為藍灰色或灰黃色，帶有黑色斑點，但鰭上沒有藍白邊緣。眼大，眼眶具有金邊，尾鰭為圓形。體長約7公分。

## 生態
本魚棲息在較淺富有淤泥的淡水溪流或沼澤，性其溫和，屬肉食性，以蠕蟲、甲殼動物與昆蟲等為食。繁殖期於河底淤泥中產卵，卵約五週才會孵化。

## 經濟利用
為高經濟價值的觀賞魚。